# Sauøya (Bjørnafjorden)
Ne doit pas être confondu avec Sauøya.
Sauøya est une île norvégienne du comté de Hordaland appartenant administrativement à Os.

## Description
Rocheuse et couverte d'arbres, elle s'étend sur environ 370 m de longueur pour une largeur approximative de 206 m.